# مغامرات بايو بيلي
مغامرات بايو بيلي (بالإنجليزية: The Adventures of Bayou Billy)‏ ، وتسمى في النسخة اليابانية (الرجل المجنون) (باليابانية: マッド・シティ) ، هي لعبة إلكترونية من نوع تصويب وحرب الشوارع، صدرت عام 1988م، وتدعم نظام التشغيل نينتندو انترتنمنت سيستم.

## قصة اللعبة
قرر بطل اللعبة بايو بيلي لإنقاذ حبيبته بعد أن خطفه عصابة مجنونة.

## وصلات خارجية
- قالب:Gamefaqs
- The Adventures of Bayou Billy على موبي غيمز
- The Adventures of Bayou Billy located at World of Everything NES (archived by Wayback Machine)